# الشراعي (صنعاء القديمة)

تعديل مصدري - تعديل

حارة الشراعي هي إحدى حارات مدينة صنعاء القديمة، بلغ تعداد سكانها 1525 نسمة حسب تعداد اليمن لعام 2004.